# Hystrix patula
Hystrix patula är en gräsart som beskrevs av Conrad Moench. Hystrix patula ingår i släktet Hystrix och familjen gräs. Inga underarter finns listade i Catalogue of Life.